# Самойловка (Херсонская область)
Самойловка (укр. Самійлівка) — село в Верхнерогачикской поселковой общине Каховского района Херсонской области Украины.
Население по переписи 2001 года составляло 605 человек. Почтовый индекс — 74441. Телефонный код — 5545. Код КОАТУУ — 6521584401.

## Известные уроженцы
- Петренко, Иван Петрович (род. 1934) — Герой Социалистического Труда.